# てうり
てうり（ローマ字：JDS Teuri, MSC-636、YAS-87）は、海上自衛隊の掃海艇。たかみ型掃海艇の7番艇。艇名は天売島に由来する。

## 艦歴
「てうり」は、第3次防衛力整備計画に基づく昭和45年度計画掃海艇336号艇として、日本鋼管鶴見造船所で1971年4月12日に起工され、1971年10月19日に進水、1972年3月14日に就役し、第2掃海隊群に編入され、横須賀に配備された。
1972年3月30日、第2掃海隊群隷下に新編された第43掃海隊に同日付で就役した「むろつ」とともに編入された。
1973年3月20日、第43掃海隊が佐世保地方隊下関基地隊に編入。
1988年3月23日、特務船に種別変更され、船籍番号がYAS-87に変更。呉地方隊隷下の呉港務隊に編入。
1995年3月10日、除籍。